# Samyda coriacea
Samyda coriacea là một loài thực vật có hoa trong họ Liễu. Loài này được (Vent.) Poir. miêu tả khoa học đầu tiên năm 1817.